# Holographic Versatile Disc
Die Holographic Versatile Disc (HVD) war ein experimentelles holografisches Speichermedium. Ähnlich wie die Compact Disc, DVD und Blu-ray Disc wäre es mittels Laser gelesen und beschrieben worden. Das Produkt hätte ursprünglich 2008 auf dem Markt erscheinen sollen, wozu es jedoch nicht kam. 2010 wurde der Hauptentwickler des Formats, InPhase Technologies, wegen Zahlungsunfähigkeit geschlossen.

## Technik

Struktur der Holographic Versatile Disc
1. grüner Schreib-Lese-Laser (532 nm)
2. roter Positionierungs-Adressierungs-Laser (650 nm)
3. Hologramm (Daten)
4. Polycarbonatschicht
5. photopolymere Schicht (Datenträgerschicht)
6. Distanzschichten
7. dichroitische Schicht (reflektiert grünes Licht)
8. Aluminiumschicht (reflektiert rotes Licht)
9. transparente Basis
P. Pit

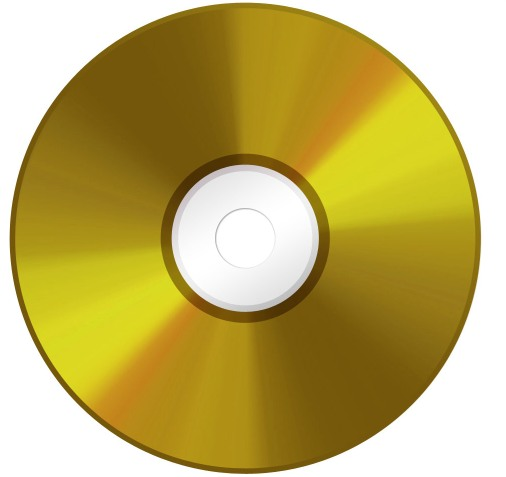
Foto einer Holographic Versatile Disc

Die Holographic Versatile Disc war als nächste Generation von optischen Speichermedien nach der Blu-ray Disc geplant. Es sollten zwei Laser verwendet werden, ein roter und ein blau-grüner, eine Überlagerung aus beiden hätte eine bestimmte Stelle auf dem Datenträger beleuchtet. Der blau-grüne Laser hätte als Laser-Interferenz-Muster kodierte Daten von einer holografischen Schicht im oberen Bereich des Speichermediums gelesen, während der rote Laser dazu verwendet worden wäre, Hilfsinformationen von einer gewöhnlichen reflexiven Aluminiumschicht in tieferen Schichten zu lesen. Die Hilfsinformationen sollte dazu dienen, festzustellen, wo man sich gerade auf der Disc befindet, vergleichbar mit Sektor-, Kopf- und Segment-Informationen einer normalen Festplatte. Bei einer CD oder DVD sind diese Hilfsinformationen zwischen den Nutzdaten verteilt. Eine dichroitische Spiegelschicht zwischen den holografischen Daten und den Hilfsdaten sollte den blau-grünen Laser reflektieren und den roten Laser hindurch lassen. Dies wäre ein Fortschritt gegenüber anderen holografischen Speichermedien gewesen, die entweder zu viel Interferenz hatten oder über keine Hilfsdaten verfügten.
HVDs hätten eine Kapazität von bis zu 3,9 Terabyte erreichen sollen, was etwa dem Achtfachen der größten experimentellen Blu-ray Disc (500 GB, herkömmliche Blu-ray Discs verwenden 25 oder 50 GB) entsprochen hätte. Für den Beginn waren jedoch nur 300 GB geplant. Außerdem hätte eine Leserate von 1 Gbit/s bei einfacher Rotationsgeschwindigkeit (im Vergleich zu 36 Mbit/s bei der Blu-ray Disc, 10,8 Mbit/s bei der DVD und 1,41 Mbit/s bei der CD) erreicht werden sollen. Damit wäre es das erste optische Speichersystem geworden, dessen Leserate mit damaligen Festplatten vergleichbar gewesen wäre.

## Spezifikation
Die Spezifikationen für das englisch Holographic Versatile Disc genannte holografische Speichermedium wurden im Dezember 2004 in der 44. Tagung des technischen Ausschusses (englisch Technical Committee, daher auch kurz TC44 genannt) der Ecma International beschlossen.
Seit Dezember 2004 arbeiteten unter anderem die folgenden Unternehmen und Organisationen in der HVD-Allianz (später HVD Forum, dann Holography System Development Forum) zusammen:
- CMC Magnetics
- Fujifilm
- Hitachi
- IBM
- Optware
- Panasonic
- Philips
- Pioneer
- Sony
- Stanford-Universität
- Texas Instruments
- Toshiba

Die Website der Organisation ist jedoch seit 2013 nicht mehr verfügbar.